# Sara Gómez
Sara Gómez aka Sarita Gómez (8 tháng 11 năm 1942 – 2 tháng 6 năm 1974) là một nhà làm phim người Cuba. Là thành viên của ICAIC trong những năm đầu tiên, bà là một trong hai nhà làm phim đen tham dự. Bà là giám đốc phụ nữ đầu tiên và duy nhất của cả đời Cuba. Gómez được biết đến với bộ phim dài đầu tiên và cuối cùng của bà De Cierta Manera (1974) và là "một nhà làm phim cách mạng với những mối quan tâm xen kẽ về cộng đồng Afro-Cuba và giá trị của truyền thống văn hóa, vấn đề phụ nữ và cách đối xử của lĩnh vực bên lề của xã hội. " 

## Tuổi thơ và giáo dục
Mang lại trong một gia đình da đen trung lưu ở Havana, bà học âm nhạc (piano), văn học và dân tộc học Afro-Cuba. Bà làm việc với tư cách là một nhà báo trên ấn phẩm dành cho giới trẻ Mella trước khi gia nhập tổ chức mới được thành lập của Học viện Cubano del Arte e Industria Cinematográficos (ICAIC) vào năm 1961, sau đó bà làm trợ lý giám đốc cho Jorge Fraga và Tomás Gutiérrez Alea, cũng như đến thăm Giám đốc người Pháp Agnès Varda. Gómez đã thực hiện một loạt phim tài liệu ngắn về các chủ đề được giao trước khi chỉ đạo tính năng đầu tiên của cô.

## Sự nghiệp - đóng góp cho điện ảnh Cuba
Bộ phim cuối cùng của Sara Gómez, truyện kể / phim tài liệu lai De cierta manera, (được dịch cho khán giả Mỹ là One Way hay Another) đã được ca ngợi là "bộ phim đầu tiên thực sự khám phá những chủ đề mâu thuẫn về bản sắc chủng tộc và giới tính trong bối cảnh cách mạng."  Tuy nhiên, Gómez đã chết trước khi bộ phim có thể hoàn thành và vì thế Tomás Gutiérrez Alea, Rigoberto Lopez, và Julio García Espinosa đã giám sát các giai đoạn trộn âm thanh và hậu kỳ để chuẩn bị phát hành "One way or Another". Học giả phim Cuba đáng chú ý Michael Chanan nhận xét rằng bộ phim là "một bộ phim cực đoan về mặt thẩm mỹ... pha trộn giữa tiểu thuyết và phim tài liệu, theo cách nguyên bản nhất... bằng cách sử dụng người thật để chơi cùng với chuyên nghiệp diễn viên. "  Haseenah Ebrahim viết về cách làm việc của Gómez gây chú ý cho các nhóm tôn giáo như Abakuá, "Các tôn giáo Afrocuban xuất hiện trong các bộ phim và video của hầu hết các nhà làm phim Afrocuban, và nổi bật trong tác phẩm của Gómez..." và nổi bật trong tác phẩm của Gómez... "và nhấn mạnh tầm quan trọng của nền tảng của Sara Gómez với tư cách là một phụ nữ Cuba da đen trong điện ảnh bằng cách lưu ý: "Trong trường hợp của cả Gómez và Rolando, chủng tộc có chức năng cung cấp một viễn cảnh không được nhân đôi trong tác phẩm của các nhà làm phim Cuba không phải người da đen. cả hai người phụ nữ đều tự nhận mình là người Cuba da đen: Sara Gómez đã được trích dẫn khi nói rằng bà không muốn trở thành "một phụ nữ da đen trung lưu khác chơi piano". Nhà viết tiểu luận Roberto Zurbano Torres tuyên bố: "cũng rất cần thiết để đánh dấu cam kết của bà ấy đối với văn hóa đại chúng và niềm đam mê phê phán và tự phê bình của mình, qua đó bà thể hiện sự phức tạp của một thế giới đang được xây dựng: đóng góp một rạp chiếu phim lương tâm, chỉ ra đức tính và khuyết điểm của một quá trình xã hội đã cố gắng thay đổi thế giới từ một hòn đảo ở vùng biển Caribbean. " 

## Như một chủ đề

### Salut les Cuba
Ở phần cuối của bộ phim tài liệu ngắn của Agnès Varda, Salut les Cubains (1963), Sara Gómez được giới thiệu là một nhà làm phim trẻ nhảy múa Cha-cha-cha với các nhà làm phim ICAIC đồng nghiệp của bà (minh họa qua hoạt hình nhiếp ảnh.) Agnès Varda mô tả Gómez ai, "đạo diễn phim didactic."  Trong suốt quá trình sản xuất bộ phim này, "bà ấy [Gómez] đã có cơ hội đồng hành cùng đạo diễn gala danh tiếng Agnès Varda trong chuyến lưu diễn nước ta và hợp tác với bà ấy trong bộ phim tài liệu" 

### Sara Gómez: Một nhà làm phim người Cuba gốc Phi
Vài thập kỷ sau thời của Gómez, nhà làm phim người Thụy Sĩ Alessandra Muller chỉ đạo bộ phim tài liệu: Sara Gómez: Nhà làm phim người Afro-Cuba (2004), được hỗ trợ bởi cả ICAIC và Agnès Varda, một bộ phim kể về cuộc đời của bà và xem lại cuộc đời của cô. bạn bè. Trong bộ phim tài liệu, họ mô tả bộ phim của bà là sự kiện xã hội và Sara sẽ lắng nghe ý kiến của mọi người, của các chuyên gia và những người không. Diễn viên Mario Balmaseda lưu ý "Chúng tôi đã dành rất nhiều thời gian với những người từ khu vực này, gần ba, bốn tháng sống với họ đôi khi ngủ và ăn trong nhà của họ, và điều này làm cho nó dễ dàng hơn rất nhiều. Chúng tôi trượt từ cấp độ chuyên nghiệp vào tình bạn. " Trong bộ phim tài liệu, bà được gia đình khen ngợi là người phụ nữ không chịu lựa chọn giữa gia đình và cuộc sống bình thường.

## Tử vong
Gómez qua đời sau khi chỉnh sửa bản thân mình, ở tuổi 31, do một cơn hen.

## Đóng phim

### Những bộ phim ngắn
- Quảng trường Vieja; El năng lượng mặt trời; Historia de la piratería; Năng lượng mặt trời habanero (1962)
- Iré a Santiago (1964)
- Excursión a Vueltabajo (1965)
- Guanabacoa: Crónica de mi familia (1966)
- ... Y tenemos sabor (1967)
- En la otra isla; Una isla para Miguel (1968)
- Isla del tesoro (1969)
- Poder cục bộ, poder phổ biến (1970)
- Un tài liệu một propósito deliêusito; De bateyes (1971)
- Atención trước khi sinh; Año uno; Mi aporte (1972)
- Sobre horas bổ sung y trabajo tình nguyện (1973

### Độ dài tính năng
- De cierta manera (1977)

### Làm trợ lý giám đốc
- Salut les Cubains (1963) dir. Agnès Varda
- Cumbite (1964) dir. Tomas Gutierez Alea
- El Robo (1965) đạo diễn. Jorge Fraga